# 塔第吉欧斯
塔第吉欧斯（希臘語：Τατίκιος，在1099年后逝世） ，是阿历克塞一世期间的拜占庭帝国将军。
塔第吉欧斯的生辰没有记载。塔第吉欧斯似乎有后代，后代在12世纪是名门贵族家庭的成员。